# Najstarsza Synagoga w Będzinie
Najstarsza synagoga w Będzinie – pierwsza, drewniana synagoga (bóżnica), znajdująca się w Będzinie przy ulicy Targowej (ob. Berka Joselewicza), nieopodal Rynku Rybnego, przy murach miejskich.
Synagoga została zbudowana pomiędzy 1564 a 1583 rokiem, wraz z powstaniem będzińskiej gminy żydowskiej. Najprawdopodobniej synagoga spłonęła kilkadziesiąt lat później podczas któregoś z pożarów miasta.